# My Cassette Player
My Cassette Player è l'album di debutto della cantante pop tedesca Lena, pubblicato il 7 maggio 2010 dall'etichetta discografica Universal in diversi paesi.

## Il disco
Il disco è stato pubblicato poco prima della vittoria della giovane cantante all'Eurovision Song Contest 2010 con la canzone Satellite, contenuta nel disco.
L'album, che vede tra i produttori anche Stefan Raab ed è stato promosso da altri singoli come Bee e Love Me, ha riscosso un ottimo successo in Germania, Austria e Svizzera e ha ottenuto buoni piazzamenti anche nelle classifiche degli album di altri paesi europei. Tra le tracce spiccano My Same, cover dell'omonima canzone di Adele e Mr. Curiosity, cover di Jason Mraz, mentre come bonus track disponibile su iTunes è stata diffusa una reinterpretazione della nota New Shoes di Paolo Nutini.
È uscito in svariate edizioni, contenente o un DVD bonus, o alcune tracce dal vivo, o alcune bonus track.

## Tracce
1. Satellite – 2:55 (Julie Frost, John Gordon)
2. My Cassette Player – 3:35 (Stefan Raab, Lena Meyer-Landrut)
3. Not Following – 3:36 (Ellie Goulding, Johnny Lattimer)
4. I Like to Bang My Head – 3:23 (Stefan Raab, Lena Meyer-Landrut)
5. My Same – 3:02 (Adele)
6. Caterpillar in the Rain – 3:42 (Stefan Raab, Lena Meyer-Landrut)
7. Love Me – 2:59 (Stefan Raab, Lena Meyer-Landrut)
8. Touch a New Day – 3:08 (Stefan Raab)
9. Bee – 3:00 (Rosi Golan, Per Kristian Ottestad, Mayaeni Strauss)
10. You Can't Stop Me – 2:54 (Stefan Raab)
11. Mr. Curiosity – 3:41 (Lester Mendez, Dennis James Morris, Jason Mraz)
12. I Just Want Your Kiss – 3:05 (Daniel Schaub, Pär Lammers, Stefan Raab)
13. Wonderful Dreaming – 3:32 (Stefan Raab, Lena Meyer-Landrut)
14. We Can't Go On – 3:15 (Lammers, Schaub) – (traccia bonus di amazon.de)
15. New Shoes – 3:23 (Matty Benbrook, Jim Duguid, Paolo Nutini) – (traccia bonus di iTunes)

Durata totale: 49:10
Deluxe Edition Bonus-DVD
1. Unser Star für Oslo - Lena (Documentary) - 23:00
2. Satellite (Video) - 2:54

Tchibo Deluxe Edition Bonus-DVD
1. Satellite (Live at Unser Star für Oslo) - 3:01
2. Love Me (Live at Unser Star für Oslo) - 3:09
3. Bee (Live at Unser Star für Oslo) - 3:30
4. My Same (Live at Unser Star für Oslo) - 3:39
5. Mr. Curiosity (Live at Unser Star für Oslo) - 3:32
6. Photogallery (Satellite) - 2:54

## Classifiche
| Classifica (2010) | Posizione massima |
| ----------------- | ----------------- |
| Austria           | 1                 |
| Belgio (Fiandre)  | 54                |
| Danimarca         | 40                |
| Europa            | 5                 |
| Finlandia         | 43                |
| Germania          | 1                 |
| Grecia            | 4                 |
| Norvegia          | 7                 |
| Polonia           | 45                |
| Slovenia          | 23                |
| Svezia            | 5                 |
| Svizzera          | 3                 |